# Pelópidas
Pelópidas (? — 364 a.C.) foi um político e militar tebano.

## Biografia
Foi membro de uma distinta família e dono de uma considerável fortuna, que gastava com seus amigos, enquanto se dedicava a levar a vida de um atleta.
Em 384 a.C. serviu num contingente tebano enviado para enfrentar os espartanos em Mantineia, e foi nessa batalha que se feriu perigosamente, sendo salvo por Epaminondas.
À época em que os espartanos tomaram Tebas (383 a.C. ou 382 a.C.), fugiu para Atenas, de onde passou a conspirar para a libertação de sua cidade. Em 379 a.C. ele e seus partidários atacaram seus oponentes políticos  e sublevaram o povo tebano contra a guarnição espartana estacionada na cidade, fazendo-a render-se.
A partir desse ano, elegeu-se beotarca e, por volta de 375 a.C., logrou vencer uma considerável força espartana enviada para sufocar a rebelião. Essa sua vitória se deveu, principalmente, ao emprego do Batalhão Sagrado de Tebas, um corpo de elite composto por 300 soldados profissionais.
Em 370 a.C., acompanhou Epaminondas em sua campanha triunfal no Peloponeso e, em 369 a.C., em resposta a um pedido de ajuda da Tessália, comandou um exército contra o tirano Alexandre de Feres. Após expulsar Alexandre, entrou na Macedônia, onde arbitrou uma disputa entre pretendentes ao trono. Ao partir, visando assegurar a influência de Tebas na região, levou consigo vários reféns macedônios, um dos quais seria, mais tarde, o rei Felipe II, pai de Alexandre Magno.
Em 364 a.C., comandou outra campanha contra Alexandre de Feres. Todavia, desejoso de matar Alexandre com suas próprias mãos, lançou-se ao ataque sem a necessária proteção, sendo morto pela guarda pessoal do tirano.